# سنگرور
سنگرور (به انگلیسی: Sangrur) یک منطقهٔ مسکونی در هند است که در بخش سنگرور واقع شده‌است. سنگرور ۸۸٬۰۴۳ نفر جمعیت دارد و ۲۳۷ متر بالاتر از سطح دریا واقع شده‌است.